# Советская улица (Горелово)
Советская улица — улица в Красносельском районе Санкт-Петербурга на территории посёлка Горелово. Соединяет Полевую улицу и Аннинское шоссе. Протяжённость —  600 м. 

## География
Улица проложена в направлении с юга на север (по нумерации домов). По мере возрастания нумерации домов не изменяется тип застройки улицы т. е. сохраняется  малоэтажная застройка.

## Здания и сооружения

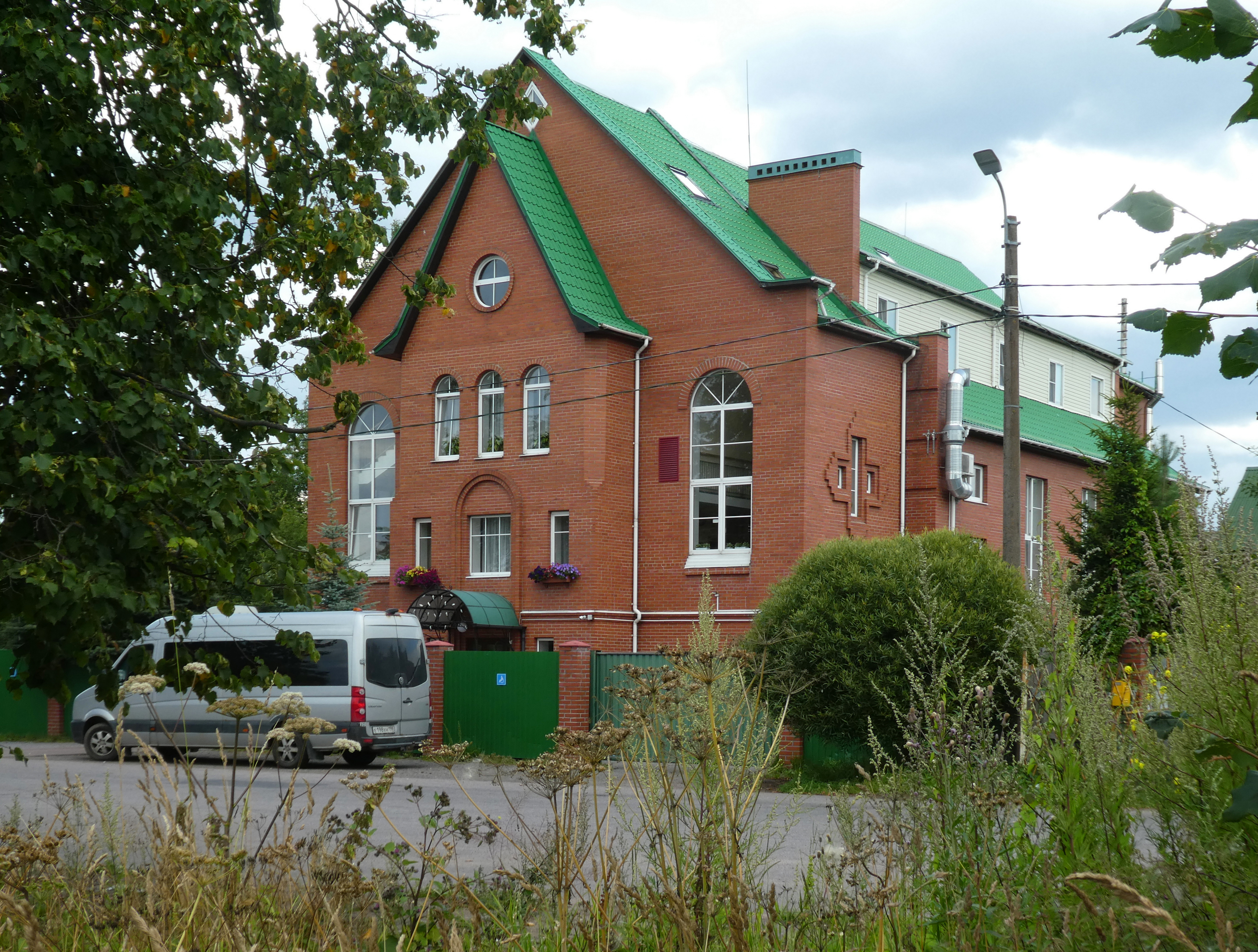
Здание церкви ЕХБ

- Церковь ЕХБ (дом 32)

## Транспорт
- Ж/д платформа Горелово (610 м)
- Бесплатная развозка до гипермаркета «О'Кей».

Остановка «Полевая улица»:
- Автобусы: № 20, 81, 145, 145Б, 145Э, 147, 165, 181, 245, 632, 639А
- Маршрутные такси: № 105А, 631, 650В

На пересечении с Аннинским шоссе:
- Автобусы: № 20, 81, 145, 145Б, 145Э, 147, 165, 181, 245, 442, 458, 458Б, 481, 482, 482В, 484, 487, 546, 632А, 636, 639А
- Маршрутные такси: № 105А, 631, 650В

## Примыкание и пересечение улиц
С севера на юг
- Полевая улица - примыкание
- Новопроложенная улица - пересечение
- Аннинским шоссе - примыкание